# Герои Социалистического Труда Мангистауской области
В настоящий список включены:

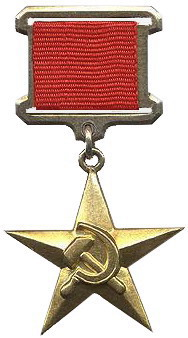
Золотая медаль «Серп и Молот»

- Герои Социалистического Труда, на момент присвоения звания проживавшие на территории современной Мангистауской (ранее Мангышлакской) области Казахской ССР, — 23 человека; в их числе Герои, награждённые на территории южных районов Гурьевской области, которые 20 марта 1973 года образовали Мангышлакскую область, — 17 человек (отмечены звёздочкой);
- уроженцы Мангистауской области, удостоенные звания Героя Социалистического Труда в других регионах СССР, — 6 человек;
- Герои Социалистического Труда, прибывшие на постоянное проживание в Мангистаускую область, — 3 человека.

Вторая и третья части списка могут быть неполными из-за отсутствия данных о месте рождения и проживания ряда Героев.
В таблицах отображены фамилия, имя и отчество Героев, должность и место работы на момент присвоения звания, дата Указа Президиума Верховного Совета СССР, отрасль народного хозяйства, место рождения/проживания (знаком * выделены регионы, не относящиеся к Мангистауской области), а также ссылка на биографическую статью на сайте «Герои страны». Формат таблиц предусматривает возможность сортировки по указанным параметрам путём нажатия на стрелку в нужной графе.

## История
Первыми на территории современной Мангистауской области звания Героя Социалистического Труда были удостоены девять коневодов Шевченковского и Мангистауского районов, тогда ещё Гурьевской области, которым эта высшая степень отличия была присвоена Указом Президиума Верховного Совета СССР от 23 июля 1948 года (объёмный указ на 359 казахстанских животноводов).
Название же Мангышлакской области впервые прозвучало в указе о присвоении звания Героя Социалистического Труда 23 декабря 1973 года, когда этой награды был удостоен оператор по добыче нефти и газа управления «Узеннефть» объединения «Мангышлакнефть» Смагул Джалгаспаев.
Большинство Героев Социалистического Труда в Мангистауской области приходится на сельское хозяйство (коневодство) — 9 человек; на атомную промышленность — 7; нефтедобывающую промышленность представляют 4 человека; транспорт, геологию и рыбопромысловую промышленность — по 1.

## Лица, удостоенные звания Героя Социалистического Труда в Мангистауской области
| №  | Фамилия, имя, отчество       | Даты жизни              | Деятельность | Дата присвоения | Отрасль   | Место рождения        | ГС        |
| -- | ---------------------------- | ----------------------- | --- | --------------- | --------- | --------------------- | --------- |
| 1  | Бейнеуов Нурсеит             | 1876—1953               | *Старший табунщик колхоза «Орпа» Мангистауского района Гурьевской области | 23.07.1948      | сельхоз   | Мангистауский район   | [ ГС 1 ]  |
| 2  | Бердибеков Дуюсе             | 1887—1960               | *Заведующий коневодством колхоза имени Кирова Шевченковского района Гурьевской области | 23.07.1948      | сельхоз   | Мангистауский район   | [ ГС 2 ]  |
| 3  | Болдышев Евгений Андреевич   | 03.03.1930 — 01.07.2007 | *Бригадир комплексной бригады строительно-монтажного управления № 4 Министерства среднего машиностроения СССР, гор. Шевченко, Гурьевская область                                                    | 26.04.1971      | атомпром  | *Курская область      | [ ГС 3 ]  |
| 4  | Гордиенко Николай Никитович  | 03.09.1939 — 17.12.2011 | Бригадир монтажников Управления строительства Прикаспийского горно-металлургического комбината Министерства среднего машиностроения СССР, гор. Шевченко Мангышлакской области                       | 16.01.1974      | атомпром  | *Акмолинская область  | [ ГС 4 ]  |
| 5  | Григорян Рубен Арамаисович   | 24.11.1917 — 25.11.1976 | *Директор Прикаспийского горно-металлургического комбината Министерства среднего машиностроения СССР, гор. Шевченко Гурьевской области                                                              | 29.07.1966      | атомпром  | *Турция               | [ ГС 5 ]  |
| 6  | Гридасов Владимир Сергеевич  | 26.09.1941 — 08.05.1997 | Бригадир комплексной бригады химико-гидрометаллургического завода Прикаспийского горно-металлургического комбината Министерства среднего машиностроения СССР, гор. Шевченко Мангышлакской области   | 14.09.1984      | атомпром  | *Алматинская область  | [ ГС 6 ]  |
| 7  | Джалгаспаев Смагул           | 10.03.1925 — ????       | Оператор по добыче нефти и газа нефтегазодобывающего управления «Узеннефть» объединения «Мангышлакнефть» Министерства нефтяной промышленности СССР, Мангышлакская область                           | 30.12.1973      | нефтепром | *Атырауская область   | [ ГС 7 ]  |
| 8  | Достовалов Владимир Иванович | род. 02.06.1933         | *Бригадир монтажников монтажно-строительного управления № 88 треста «Энергоспецмонтаж» Министерства среднего машиностроения СССР, гор. Шевченко Гурьевской области                                  | 26.04.1971      | атомпром  | *Свердловская область | [ ГС 8 ]  |
| 9  | Ерёмин Александр Павлович    | 17.08.1941 — 28.03.2014 | Буровой мастер Узенского управления буровых работ производственного объединения «Мангышлакнефть» Министерства нефтяной промышленности СССР, Мангышлакская область                                   | 02.03.1981      | нефтепром | *Краснодарский край   | [ ГС 9 ]  |
| 10 | Ескожаев Узакбай             | 1884—1957               | *Заведующий коневодством колхоза имени Тельмана Шевченковского района Гурьевской области | 23.07.1948      | сельхоз   | Тупкараганский район  | [ ГС 10 ] |
| 11 | Жакауов Акназар              | 1884 — 10.02.1959       | *Старший табунщик колхоза имени Калинина Шевченковского района Гурьевской области | 23.07.1948      | сельхоз   | Каракиянский район    | [ ГС 11 ] |
| 12 | Кадыров Турегали             | 20.05.1930 — 24.08.2003 | *Буровой мастер Узеньской нефтеразведочной экспедиции объединения «Казахстаннефть» Министерства нефтедобывающей промышленности СССР, Гурьевская область                                             | 23.05.1966      | нефтепром | *Дашогузский велаят   | [ ГС 12 ] |
| 13 | Казбеков Тайшик              | 09.1926 — 09.05.2020    | *Шофёр Жетыбайской автобазы Министерства автомобильного транспорта Казахской ССР, Ералиевский район Гурьевской области                                                                              | 04.05.1971      | транспорт | *Балканский велаят    | [ ГС 13 ] |
| 14 | Кожашева Баланжан            | 1920 — 08.03.1981       | *Заведующая коневодством колхоза имени Калинина Шевченковского района Гурьевской области | 23.07.1948      | сельхоз   | Форт-Шевченко         | [ ГС 14 ] |
| 15 | Кошаханов Кенган             | 1896—1961               | *Председатель колхоза «Кара-кум» Шевченковского района Гурьевской области | 23.07.1948      | сельхоз   | Мангистауский район   | [ ГС 15 ] |
| 16 | Кузнецов Юрий Владимирович   | 19.08.1931 — 12.04.2002 | Генеральный директор Прикаспийского горно-металлургического комбината Министерства среднего машиностроения СССР, Мангышлакская область                                                              | 14.09.1984      | атомпром  | *Тульская область     | [ ГС 16 ] |
| 17 | Кульбеков Туржан             | 10.01.1898 — 15.08.1976 | *Председатель колхоза имени Калинина Шевченковского района Гурьевской области | 23.07.1948      | сельхоз   | Тупкараганский район  | [ ГС 17 ] |
| 18 | Рыскалиев Салих              | 10.01.1926 — 1973       | *Буровой мастер Жетыбайской нефтеразведочной экспедиции треста «Мангышлакнефтегазразведка» Западно-Казахстанского геологического управления Министерства геологии Казахской ССР, Гурьевская область | 04.07.1966      | геология  | *Атырауская область   | [ ГС 18 ] |
| 19 | Сатибаев Диюш                | 1910 — ????             | *Заведующий коневодством колхоза «Кара-Кум» Шевченковского района Гурьевской области | 23.07.1948      | сельхоз   | Мангистауский район   | [ ГС 19 ] |
| 20 | Сисембаев Сатибалды          | 1922 — ????             | *Заведующий коневодством колхоза имени Шевченко Шевченковского района Гурьевской области | 23.07.1948      | сельхоз   | Мангистауский район   | [ ГС 20 ] |
| 21 | Сухонос Владимир Трофимович  | 14.03.1926 — 05.03.2007 | *Старший машинист экскаватора Прикаспийского горно-металлургического комбината Министерства среднего машиностроения СССР, гор. Шевченко Гурьевской области                                          | 26.04.1971      | атомпром  | *Приморский край      | [ ГС 21 ] |
| 22 | Уразбаев Изтурган            | 1917 — 17.06.1999       | *Капитан рыболовного сейнера «Муссон» рыболовецкого колхоза имени III Интернационала, гор. Форт-Шевченко Гурьевской области                                                                         | 13.04.1963      | рыбпром   | Форт-Шевченко         | [ ГС 22 ] |
| 23 | Шевченко Геннадий Иванович   | 19.08.1929 — 27.08.2020 | *Буровой мастер Мангышлакского управления буровых работ объединения «Мангышлакнефть» Министерства нефтяной промышленности СССР, Гурьевская область                                                  | 30.03.1971      | нефтепром | *Дагестан             | [ ГС 23 ] |

## Уроженцы Мангистауской области, удостоенные звания Героя Социалистического Труда в других регионах СССР
| № | Фамилия, имя, отчество | Даты жизни              | Деятельность | Дата присвоения | Отрасль | Район рождения       | ГС       |
| - | ---------------------- | ----------------------- | --- | --------------- | ------- | -------------------- | -------- |
| 1 | Биркулаков Кенес       | 1901—1974               | Старший чабан каракулеводческого совхоза «Равнина» Министерства внешней торговли СССР, Байрам-Алийский район Марыйской области             | 15.09.1948      | сельхоз |                      | [ ГС 1 ] |
| 2 | Дусембаев Юсуп         | 1895—1952               | Управляющий первой фермой каракулеводческого совхоза «Уч-Аджи» Министерства внешней торговли СССР, Байрам-Алийский район Марыйской области | 15.09.1948      | сельхоз | Форт-Шевченко        | [ ГС 2 ] |
| 3 | Жайлибаев Танырберген  | 1899 — 06.11.1976       | Председатель колхоза «Коммунизм» Пахта-Аральского района Южно-Казахстанской области                                                        | 08.06.1957      | сельхоз | Тупкараганский район | [ ГС 3 ] |
| 4 | Ковалёв Иван Павлович  | 17.03.1909 — 04.11.1993 | Мастер цеха капитального ремонта скважин Ставропольского газопромыслового управления Министерства газовой промышленности СССР              | 01.07.1966      | газпром |                      | [ ГС 4 ] |
| 5 | Кульбатыров Усербай    | 01.03.1913 — 09.04.1992 | Старший чабан каракулеводческого совхоза «Равнина» Министерства внешней торговли СССР, Байрам-Алийский район Марыйской области             | 15.09.1948      | сельхоз | Форт-Шевченко        | [ ГС 5 ] |
| 6 | Тулендыев Дуечи        | 1906 — ????             | Старший чабан каракулеводческого совхоза «Сараджинский» Министерства внешней торговли СССР, Тахта-Базарский район Марыйской области        | 15.09.1948      | сельхоз |                      |          |

## Герои Социалистического Труда, прибывшие в Мангистаускую область на постоянное проживание из других регионов
| № | Фамилия, имя, отчество   | Даты жизни              | Деятельность                                                                                         | Дата присвоения | Отрасль   | Район проживания | ГС       |
| - | ------------------------ | ----------------------- | --- | --------------- | --------- | ---------------- | -------- |
| 1 | Махутов Абилгазим        | 1911 — ????             | Бурильщик нефтеразведки «Буранкуль» Кулсаринской конторы разведочного бурения Гурьевского совнархоза | 19.03.1959      | нефтепром |                  |          |
| 2 | Мергенбаева Жанбупе      | 1920 — ????             | Заведующая коневодством колхоза имени Ворошилова Жилокосинского района Гурьевской области            | 23.07.1948      | сельхоз   |                  |          |
| 3 | Шукюров Али Абдулла оглы | 21.12.1924 — 25.07.1991 | Машинист паровозного депо Баладжары Азербайджанской железной дороги, Азербайджанская ССР             | 01.08.1959      | транспорт | Актау            | [ ГС 1 ] |